# Waterman (pennen)

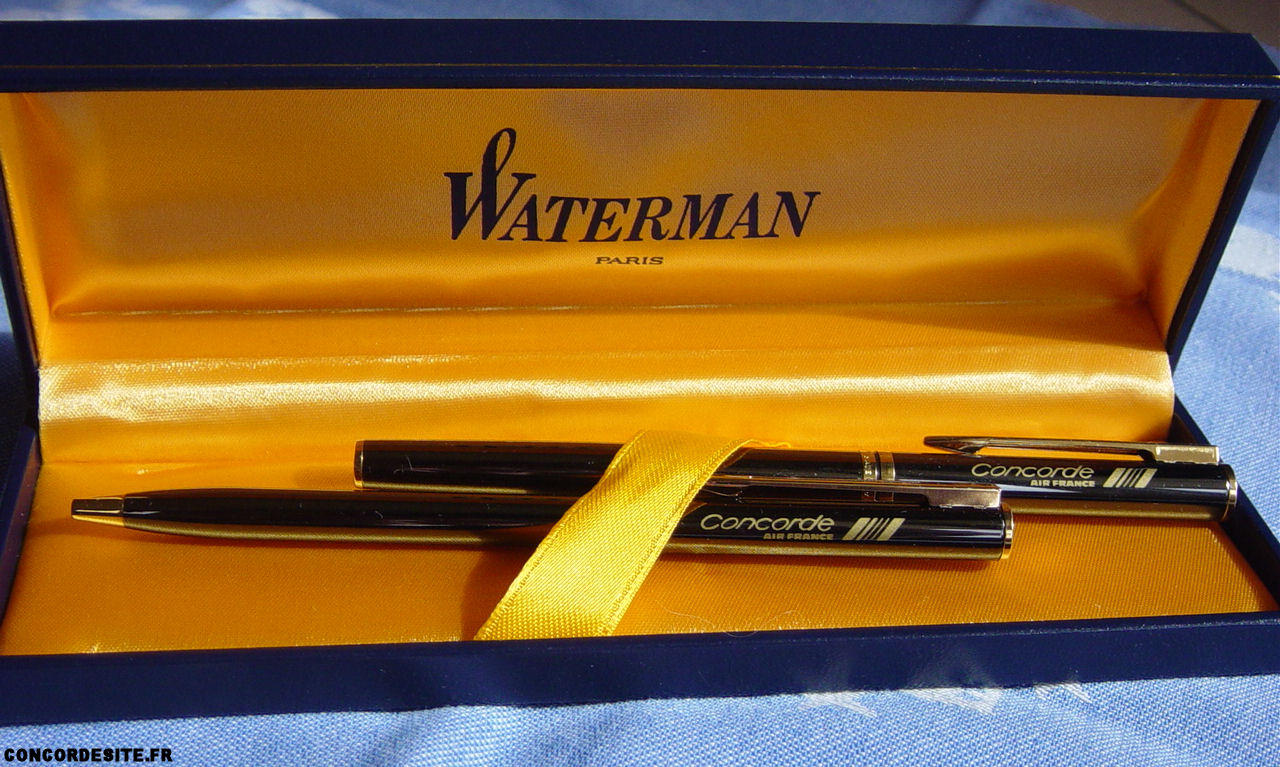
Waterman pennen gemaakt voor de Concorde van Air France

Waterman is de op een na grootste vulpennenfabrikant ter wereld. Het bedrijf, opgericht in 1883 door Lewis Waterman (20 november 1837 – 1 mei 1901), maakte de eerste praktisch bruikbare vulpen en is een van de weinige oorspronkelijke pennenbedrijven die vandaag de dag nog bestaan. De fabriek in Saint-Herblain (in de buurt van Nantes) bestaat sinds 1967 en produceert ongeveer 5 miljoen vulpennen per jaar.

## Historiek
Lewis E. Waterman patenteerde in 1884 een toevoersysteem met drie groeven, de zogenaamde Three Fissure Feed. Dit concept, op basis van capillaire werking, zorgde ervoor dat de inkt zonder onderbrekingen naar de penpunt kon vloeien, zonder te lekken en zonder dat de punt continu in de inkt gedoopt hoefde te worden. The Ideal Pen Company was geboren en werd vier jaar later omgedoopt in The L.E. Waterman Company. Verbeteringen in het penontwerp en marketing zorgden dat Waterman van de vulpen een massaproduct kon maken. Na het overlijden van L. E. Waterman in 1901 bleef het bedrijf innoveren. 
- In 1904 werd de pen met ‘clipdop' geïntroduceerd, de eerste met een speciaal bevestigde veiligheidsclip die aan de zak kon worden bevestigd.
- In 1907 bleek de intrekbare veiligheidspen betrouwbaar lekbestendig en in 1913 vond de onderneming een zelfvullend systeem uit, de ‘hendel en zak’.
- In 1927 vond een Franse onderzoeker de glazen inktpatroon uit (gepatenteerd in 1936) waarmee de toekomst van de vulpen voorgoed veranderde.
- In 1953, voortbordurend op het glaspatroon, is Waterman begonnen met het produceren van kunststof inktpatronen.